# Бондар-Обміняний Матвій Платонович
Бондар-Обміняний Матвій Платонович (9 серпня (ст.ст.) 1893, с. Шукайвода, Христинівський район, Черкаська область — 31 грудня 1937, м. Умань, Черкаська область) — член Української Центральної Ради.

## З життєпису
Під час Першої світової війни служив у 22-му гренадерському Суворовському полку (Південно-Західний фронт). З початком Української революції 1917—1921 рр. став активістом українського національно-визвольного руху. На ІІ Всеукраїнському військовому зʼїзді 24 (11) червня 1917 р. був обраний до складу Всеукраїнської ради військових депутатів, а відтак і до Української Центральної Ради. Станом на 16 вересня 1919 року державний інспектор Окремого кордонного корпусу УНР. Трійкою Київського обласного управління НКВС УРСР 13 грудня 1937 року (протокол № 130) засуджений до вищої міри покарання. Розстріляний у м. Умані 31 грудня 1937 р.